# Antonio Herin
Antonio Giovanni Battista Herin (ur. 13 stycznia 1900 w Valtournenche, zm. 2 czerwca 1990 w Pontey) – włoski biegacz narciarski, uczestnik Zimowych Igrzysk Olimpijskich 1924.
W biegu olimpijskim w Chamonix zajął trzynastą pozycję na 18 kilometrów. Nie wziął udziału w biegu na 50 kilometrów.

## Osiągnięcia

### Igrzyska olimpijskie
| Igrzyska       | Data          | Konkurencja                      | Czas      | Miejsce | Strata  | Zwycięzca     | Źródło |
| -------------- | ------------- | -------------------------------- | --------- | ------- | ------- | ------------- | ------ |
| 1924, Chamonix | 2 lutego 1924 | bieg na 18 km techniką klasyczną | 1:33:06,4 | 13.     | 18:31,6 | Thorleif Haug | [ 4 ]  |